# Хайме Бальдеон
Хайме Бальдеон (ісп. Jaime Baldeón, нар. 25 лютого 1959, Сангольку) — еквадорський футболіст, що грав на позиції нападника, зокрема за національну збірну Еквадору.

## Клубна кар'єра
У дорослому футболі дебютував 1978 року виступами за команду «Депортіво Кіто», в якій провів чотири сезони. 
Своєю грою за цю команду привернув увагу представників тренерського штабу клубу «Депортіво Ель Насьйональ», до складу якого приєднався 1982 року. Відіграв за його командунаступні сім сезонів своєї ігрової кар'єри.
Завершував ігрову кар'єру у команді «Універсідад Католіка» (Кіто), за яку виступав протягом 1989—1990 років.

## Виступи за збірну
1981 року дебютував в офіційних матчах у складі національної збірної Еквадору.
У складі збірної був учасником розіграшу Кубка Америки 1987 року в Аргентині.
Загалом протягом кар'єри у національній команді, яка тривала 7 років, провів у її формі 21 матч, забивши 4 голи.